# الن ۲۷۳۵
سیارک ۲۷۳۵ (به انگلیسی: 2735 Ellen، نامگذاری:1977RB) دو هزار و هفتصد و سی و پنجمین سیارک کشف شده‌است که در ۱۳ سپتامبر ۱۹۷۷ کشف شد.
قدر مطلق سیارک برابر ۱۴٫۳۲ است.